# Majenfors
Majenfors är en liten by i sydvästra delen av Markaryds kommun och ligger på södra sidan av Lagan nära Riksväg 15. Byn ligger alldeles på gränsen till Halland.
Tidigare tillhörde Majenfors Markaryds socken som en del i området Torp och idag är byn en del av Markaryds Församling. 
I byn ligger två kraftstationer för elproduktion, varav den första invigdes 1910. Denna kraftstation var ett led i kraftföretaget Sydkrafts utbyggnad av den svenska elproduktionen.
Antalet fastboende i Majenfors uppgår 2018 till 16 personer och ungefär lika många fritidsboende. 

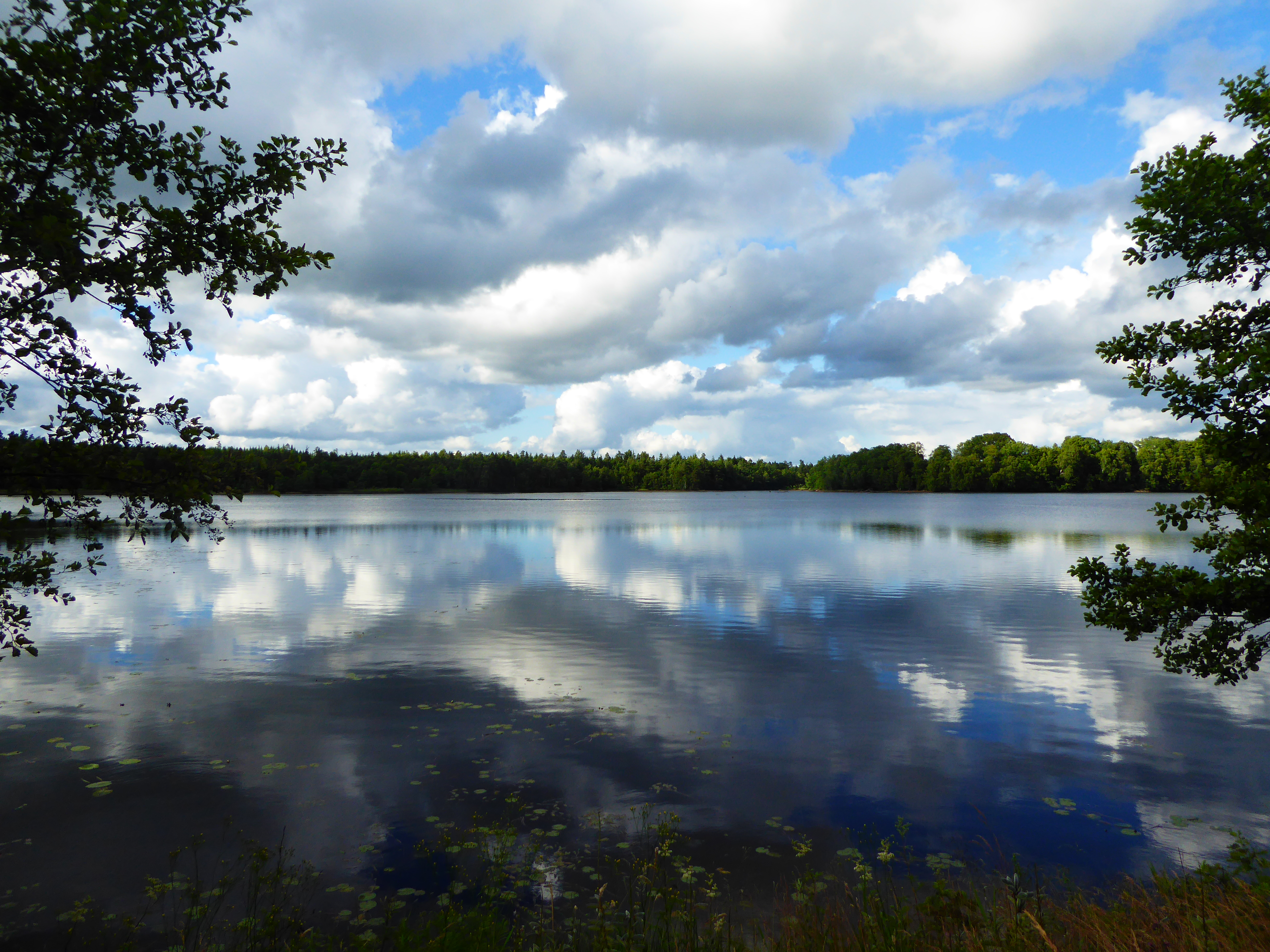
Utsikt över Lagan i Majenfors.

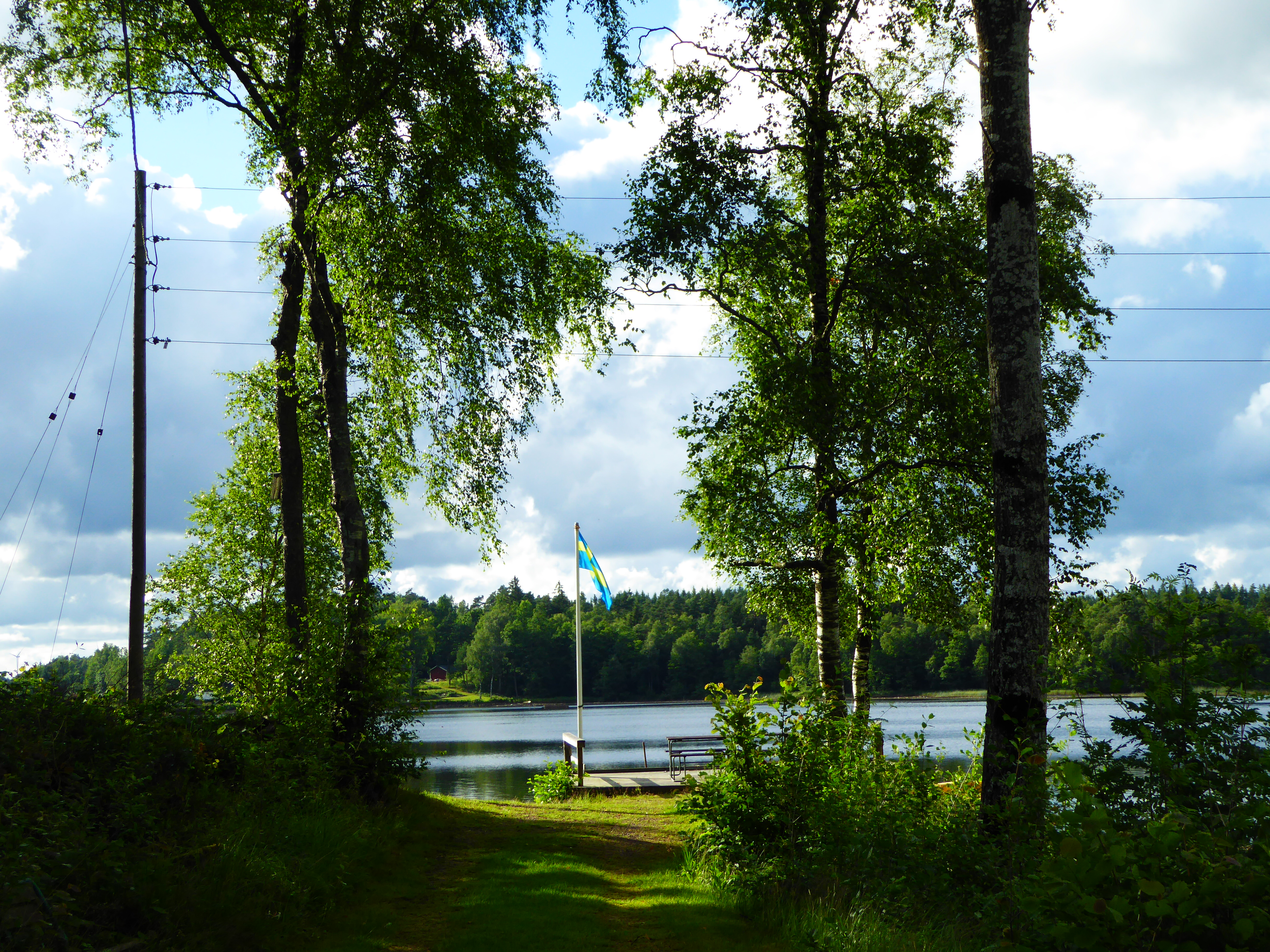
Majenfors gemensamma brygga vid Lagan.